# Naldo (productor)
Naldo (cuyo nombre de nacimiento es Arnaldo Santos Pérez) es un productor, cantante y guitarrista puertorriqueño de reguetón y rock. Nació en Comerío, Puerto Rico. Se considera uno de los protagonistas en el auge de la música urbana latina, por sus participaciones en álbumes importantes como Barrio Fino, Pa'l mundo y también la creación de la edición Sangre Nueva.

## Carrera musical

### 2004: Inicios
Naldo ingresó al mundo del reguetón cuando los dueños de Mas Flow Inc., Luny Tunes, lo invitaron a participar como productor en el álbum Mas Flow 2. Posteriormente conoció a Héctor Delgado, conocido artísticamente como Héctor el Father, quien lo invitó a trabajar en su sello Gold Star Music y también a acompañarlo en el coro, luego de haberse separado de Efraín Fines (Tito El Bambino).

### 2005-2007: Sangre Nueva
Héctor el Father y Naldo rápidamente entablaron una buena amistad, y con la ayuda de «el Father», Naldo creó su propio sello discográfico llamado Sangre Nueva Music con el que lanzó Sangre Nueva, con el sencillo «Sácala». El álbum contó con las participaciones de artistas históricos del reguetón como Don Omar, Tego Calderón, Wisin & Yandel, Daddy Yankee, Julio Voltio, entre otros.
El éxito del productor generó el interés de otros artistas, siendo invitado a participar en los discos más exitosos del género como Barrio Fino (Daddy Yankee), Pa'l Mundo (Wisin & Yandel), The Bad Boy (Héctor el Father), entre muchos otros.

### 2008-2012: Sangre Nueva 2
En el año 2008 fue productor principal del álbum Real... En Vivo de Ednita Nazario.
Su primer álbum en solitario es Lágrimas de Sangre, lanzado en 2009. El primer sencillo fue «Ya no existen detalles» junto a Jowell y Randy. Se ubicó en el Latin Rhythm Airplay de Billboard y alcanzó el puesto #30.
En 2011, lanzó el segundo volumen de Sangre Nueva, presentando nuevos talentos de la música urbana, tanto intérpretes como productores. Sangre Nueva 2 cuenta con varios artistas reconocidos como Arcángel, Franco El Gorila, Ñengo Flow, Voltio, Yomo, J King, entre otros.

## Discografía
- 2005: Sangre Nueva (con Héctor el Father)
- 2006: Sangre Nueva Special Edition
- 2009: Lágrimas de Sangre
- 2011: Sangre Nueva 2